# Gabriel Castellón
Gabriel Jesús Castellón Velázquez (Valparaíso, 8 de septiembre de 1993), es un futbolista profesional chileno que juega como portero en Universidad de Chile de la Primera División de Chile. 
En sus comienzos en Primera División fue considerado uno de los jugadores chilenos de mayor proyección, asomando como el recambio de Claudio Bravo en la Selección de fútbol de Chile, conjunto al cual fue nominado entre 2016 y 2017, y en 2021, sin llegar a jugar.
Es apodado como Conejo  y como Luchito Suárez, este último por su parecido al futbolista uruguayo Luis Suárez.

## Trayectoria

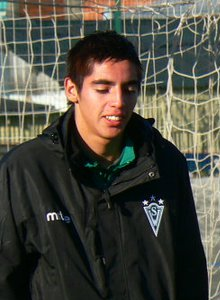
Castellón en 2011.

Se incorporó a las divisiones inferiores de Santiago Wanderers a los ocho años desde el club amateur Guillermo Subiabre de donde fue captado por el ídolo caturro Juan Olivares. En mayo de 2011 dio el salto al primer equipo en un amistoso frente a la selección de fútbol de Puerto Natales donde ingresaría por el portero Mauricio Viana.
Al no tener oportunidades de jugar en el primer equipo porteño es enviado a préstamo a Deportes Colchagua donde no comienza como titular, jugando solo un partido por el torneo oficial de Tercera División, para luego ser parte del once estelar en los últimos tres partidos de su equipo en la Copa Chile 2012 tras el despido del arquero José Miguel Rosales. Luego de permanecer una temporada en el club sureño regresa a su equipo formador para volver a integrar las divisiones inferiores donde obtendría el título del Clausura 2013 a nivel sub-19 donde también sería escogido como el mejor jugador en su puesto.
A inicios de 2014 con la partida de David Reyes a Coquimbo Unido, quedaría como tercer arquero, y durante el Clausura 2014 tendría la opción de debutar por el primer equipo porteño tras la lesión del portero titular, Mauricio Viana, y las malas actuaciones del segundo, José Lafrentz, pasando a la fama en un partido frente a Colo-Colo donde sería la figura del encuentro pese a que los albos ganarían por la cuenta mínima, convirtiéndose además en campeones de aquel campeonato, cabe mencionar que durante aquel partido también su casa corrió riesgo de quemarse debido al Gran incendio de Valparaíso mientras estaba jugando.
Para el Apertura 2014 perdería la titularidad, pese a esto renovaría su contrato por dos años más, alternando en el once estelar donde llegaría a jugar la Copa Sudamericana 2015. A mediados de 2016 se vería involucrado en una polémica cuando su club, Santiago Wanderers, quiso renovar su contrato nuevamente habiendo problemas ya que no había acuerdo entre ambas partes siendo separado del primer equipo, esto solo se destrabaría días antes de la primera fecha del Apertura 2016 quedándose con los porteños, siendo titular y el capitán ante la partida de Mauricio Viana. A fines de este año recibiría mediante votación popular el premio Juan Olivares por la corporación del club al ser el jugador que representara de mejor forma los valores de la institución.
Mantendría la condición de capitán durante la temporada 2016/17 donde su equipo pelearía el descenso, para luego al siguiente semestre, donde entregaría la jineta a Ezequiel Luna quien regresaría al club después de un año fuera, sería figura de los porteños en la obtención de la Copa Chile. Finalmente en al final del Transición 2017 estaría involucrado en una confusa jugada junto con el defensa Mario López que causarían en el último minuto de juego el descenso de su equipo a la Primera B frente a Unión La Calera.
Ya en 2018 pese al descenso se mantendría jugando por los porteños participando en la Supercopa que perderían frente a Colo-Colo, luego solo vería desde la banca los siguientes partidos válidos por la Copa Libertadores y la segunda categoría del fútbol chileno debido al regreso de Mauricio Viana al club caturro con quien perdería la titularidad, pero aquella misma temporada comenzaría a ser entrenado de manera remota por Roberto Navajas, quien también ha sido formador de otros porteros importantes como Claudio Bravo o Guillermo Ochoa, para mejorar sus capacidades.
Con un 2018 donde solo jugaría tres partidos válidos por copas nacionales a fines de aquel año haría uso de una cláusula en su contrato para quedar en libertad en acción fichando como jugador libre por Huachipato buscando así la regularidad perdida.
Tras salir campeón con Huachipato en 2023, y ser parte de una de las vallas con menos goles recibidos, Castellón ficha por Universidad de Chile a inicios de la temporada 2024. En esa temporada, se convierte en el arquero de la 'U' con la mayor cantidad de minutos sin recibir goles, alcanzando un total de 669 minutos con la valla invicta en el campeonato nacional. 

## Selección nacional
En 2012 fue llamado a la Selección de fútbol sub-20 de Chile para ser parte de la preparación del equipo de cara al Campeonato Sudamericano de Fútbol Sub-20 de 2013 pero finalmente perdería su cupo para el torneo frente al portero Lawrence Vigouroux.
A fines de 2016 fue convocado por primera vez a la Selección de fútbol de Chile para disputar dos partidos frente a Colombia y Uruguay, encuentros válidos por la Clasificación de Conmebol para la Copa Mundial de Fútbol de 2018, donde no llegaría a jugar.
Comenzado 2017 fue parte del plantel que jugó y obtuvo la primera China Cup, pero nuevamente no vería minutos por la selección adulta.
En 2021 es convocado para las Clasificatorias Catar 2022 en la doble fecha frente a Selección Argentina y Bolivia.
El mismo año queda entre los convocados para disputar la Copa América 2021.

### Participaciones en Clasificatorias a Copas del Mundo
| Eliminatorias            | País  | Resultado | Posición | Partidos | Goles |
| ------------------------ | ----- | --------- | -------- | -------- | ----- |
| Eliminatorias Rusia 2018 | Rusia | Eliminado | 6°       | 0        | 0     |
| Eliminatorias Catar 2022 | Catar | Eliminado | 7°       | 0        | 0     |

### Participaciones en China Cup
| Copa           | Sede  | Resultado | Partidos | Goles |
| -------------- | ----- | --------- | -------- | ----- |
| China Cup 2017 | China | Campeón   | 0        | 0     |

### Participaciones en Copa América
| Copa              | Sede   | Resultado        | Partidos | Goles |
| ----------------- | ------ | ---------------- | -------- | ----- |
| Copa América 2021 | Brasil | Cuartos de final | 0        | 0     |

## Estadísticas

### Clubes
| Club                         | Div           | Temporada     | Liga  | Liga  | Copas nacionales | Copas nacionales | Torneos internacionales | Torneos internacionales | Total | Total |
| Club                         | Div           | Temporada     | Part. | Goles | Part.            | Goles            | Part.                   | Goles                   | Part. | Goles |
| ---------------------------- | ------------- | ------------- | ----- | ----- | ---------------- | ---------------- | ----------------------- | ----------------------- | ----- | ----- |
| Deportes Colchagua · Chile   | 4.ª           | 2012          | 1     | 0     | 3                | -2               | —                       | —                       | 4     | -2    |
| Deportes Colchagua · Chile   | Total club    | Total club    | 1     | 0     | 3                | -2               | 0                       | 0                       | 4     | -2    |
| Santiago Wanderers · Chile   | 1.ª           | 2013          | —     | —     | —                | —                | —                       | —                       | 0     | 0     |
| Santiago Wanderers · Chile   | 1.ª           | 2013-14       | 6     | -5    | —                | —                | —                       | —                       | 6     | -5    |
| Santiago Wanderers · Chile   | 1.ª           | 2014-15       | 8     | -11   | 3                | -2               | —                       | —                       | 11    | -13   |
| Santiago Wanderers · Chile   | 1.ª           | 2015-16       | 7     | -6    | 4                | -4               | 2                       | -2                      | 13    | -12   |
| Santiago Wanderers · Chile   | 1.ª           | 2016-17       | 26    | -38   | —                | —                | —                       | —                       | 26    | -38   |
| Santiago Wanderers · Chile   | 1.ª           | 2017          | 15    | -18   | 8                | -6               | —                       | —                       | 23    | -24   |
| Santiago Wanderers · Chile   | 2.ª           | 2018          | —     | —     | 2                | 0                | —                       | —                       | 2     | 0     |
| Santiago Wanderers · Chile   | Total club    | Total club    | 62    | -78   | 17               | -12              | 2                       | -2                      | 81    | -92   |
| Huachipato · Chile           | 1.ª           | 2019          | 12    | -14   | 2                | -3               | —                       | —                       | 14    | -17   |
| Huachipato · Chile           | 1.ª           | 2020          | 24    | -31   | —                | —                | 2                       | -4                      | 26    | -35   |
| Huachipato · Chile           | 1.ª           | 2021          | 25    | -32   | —                | —                | 7                       | -10                     | 32    | -42   |
| Huachipato · Chile           | 1.ª           | 2022          | 6     | -8    | 3                | -2               | —                       | —                       | 9     | -10   |
| Huachipato · Chile           | 1.ª           | 2023          | 29    | -29   | 1                | -1               | —                       | —                       | 30    | -30   |
| Huachipato · Chile           | Total club    | Total club    | 96    | -114  | 6                | -6               | 9                       | -14                     | 111   | -134  |
| Universidad de Chile · Chile | 1.ª           | 2024          | 30    | -24   | 5                | -3               | —                       | —                       | 35    | -27   |
| Universidad de Chile · Chile | 1.ª           | 2025          | 13    | -10   | 2                | -3               | 6                       | -6                      | 21    | -19   |
| Universidad de Chile · Chile | Total club    | Total club    | 43    | -34   | 7                | -6               | 6                       | -6                      | 56    | -46   |
| Total carrera                | Total carrera | Total carrera | 202   | -226  | 33               | -26              | 17                      | -22                     | 252   | -274  |
| 1. 2. 3.                     |               |               |       |       |                  |                  |                         |                         |       |       |

### Resumen estadístico
| Competición               | Partidos | Goles |
| ------------------------- | -------- | ----- |
| Primera División de Chile | 201      | -226  |
| Tercera División de Chile | 1        | 0     |
| Copas nacionales          | 33       | -26   |
| Copas internacionales     | 17       | -22   |
| Total                     | 252      | -274  |

## Palmarés

### Títulos nacionales
| Título           | Club                 | País  | Año  |
| ---------------- | -------------------- | ----- | ---- |
| Copa Chile       | Santiago Wanderers   | Chile | 2017 |
| Primera División | Huachipato           | Chile | 2023 |
| Copa Chile       | Universidad de Chile | Chile | 2024 |

### Distinciones individuales
| Distinción                 | Año  |
| -------------------------- | ---- |
| Premio Juan Olivares       | 2016 |
| Medalla Cruce de Los Andes | 2017 |